# Arne Linn
Arne Linn (Lillehammer, 4 settembre 1968) è un ex calciatore norvegese, di ruolo portiere.

## Carriera

### Club
Linn giocò con la maglia del Rosenborg, per cui debuttò nella 1. divisjon il 24 giugno 1986, nella sconfitta per 1-3 contro il Kongsvinger. Con questa squadra, disputò anche la Coppa di Norvegia 1988, giocando anche la ripetizione della finale contro il Brann, vinta 2-0. Dal 1989 al 1990, fu in forza al Vålerengen. Seguirono poi esperienze nel Faaberg e nel Lillehammer.

### Nazionale
Conta una presenza per la Norvegia under 21. Il 27 settembre 1988, infatti, fu titolare nella sconfitta per 2-0 contro la Francia under 21.

## Palmarès

### Club

#### Competizioni nazionali
- Coppa di Norvegia: 1

Rosenborg: 1988